# Budam
Budam ist die Bezeichnung für eine Einöde in der Gemeinde Virgen. Budam wird zur Fraktion Obermauern gezählt.

## Geographie
Budam ist eine in 1567 m Höhe befindliche, hoch über der Iselschlucht liegende Einzelsiedlung im Westen der Gemeinde Virgen. Gleichzeitig stellt die aus den Höfen Budam (Obermauern Nr. 125) und Außerbudam  (Obermauern Nr. 126) bestehende Siedlung die höchste Dauersiedlung des Iseltals dar. Zwar bezieht sich die für Budam oftmals angegebene Höhe auf die oberhalb der Wohnhäuser befindliche Kapelle, die Höhe der Wohnhäuser liegt mit rund 1525 m jedoch ebenfalls über dem in 1512 m Höhe befindlichen Groderhof in der Nachbargemeinde Prägraten am Großvenediger. Die beiden Höfe liegen rund einen Kilometer nordwestlich von Obermauern, mit dem Budam durch eine Straße verbunden ist.

## Geschichte
1696 wurde oberhalb des Hofes Budam die Kapelle zur Heiligen Margaretha errichtet. Der Ort Budam wurde von der Statistik Austria lange Zeit nicht eigens genannt, sondern als Teil von Obermauern mitgerechnet. Erst im Zuge der Volkszählung 1971 wurde der Ortsteil von Obermauern, bestehend aus einem Haus mit elf Einwohnern, als Einzelhaus extra ausgewiesen. Seit 1981 wird Budam als Einzelsiedlung und Bestandteil von Obermauern, jedoch ohne Bevölkerungsangabe von der Statistik Austria im Tiroler Ortsverzeichnis genannt.